# Matthieu Aron
Pour les articles homonymes, voir Aron.
Matthieu Aron, né le 15 février 1963 à Asnières (Hauts-de-Seine), est un journaliste français, grand reporter au service politique du Nouvel Obs. 
Auparavant, de 2016 à 2018, il a été directeur adjoint de la rédaction de l'Obs. Entre 2011 à 2014, il a été directeur de la rédaction de France Inter. Spécialisé dans la couverture des grandes enquêtes criminelles et judiciaires, il a créé puis dirigé la première direction des enquêtes et de l’investigation de Radio France, entre septembre 2014 et août 2016.  

## Biographie
Matthieu Aron est diplômé de l’université de Strasbourg, où il obtient une licence d’histoire en 1984, du Centre universitaire d'enseignement du journalisme en 1987 et de l'Institut national des hautes études de la sécurité et de la justice en 1995.
Il commence sa carrière en 1987 comme reporteur à RTL Télévision, à France Info, puis de 1988 à 1994 à France Inter, où il effectuera de nombreux reportages à l’étranger, notamment en Algérie. 
En 1995, Matthieu Aron rejoint France Info en qualité de responsable de la rubrique judiciaire et couvre alors notamment l'affaire Didier Gentil, l'affaire Elf et le procès de Maurice Papon.
Il est nommé chef du service Police-Justice de la rédaction en 1999 puis rédacteur en chef en 2006.
Le 10 mai 2011, Matthieu Aron est nommé directeur de la rédaction de France Inter en remplacement d'Hélène Jouan et occupera ce poste jusqu'en juin 2014, date à laquelle il sera remplacé par Jean-Marc Four.
Parallèlement à ces activités, il présentera durant la saison 2011-2012 l'émission hebdomadaire Les débats de la présidentielle avec Gilles Leclerc et Luc Bronner, chaque vendredi de 18 h 20 à 19 h sur Public Sénat et France Inter.
Matthieu Aron devient le 25 juin 2014 directeur des enquêtes et de l’investigation de Radio France, rapportant à Frédéric Schlesinger, directeur délégué aux antennes et aux programmes.
Il se voit par ailleurs confier un magazine hebdomadaire d'investigation sur France Inter à compter de la rentrée 2014, le vendredi de 19 h 20 à 20 h, Secrets d’info.
Matthieu Aron est devenu directeur adjoint de la rédaction de L'Obs à partir du 16 août 2016.
Il est l'auteur de la pièce Plaidoirie, créée au théâtre Antoine à l'automne 2018 et interprétée par le comédien Richard Berry. Il a révélé dans ses livres les dessous du scandale Alstom, et l'utilisation massive des cabinets de conseils par l'Etat.   
Interrogé sur l'affaire Fillon et le cabinet noir de l'Élysée, il souligne qu'il y a parfois une confusion entre la présomption de culpabilité et la présomption d'innocence. Il explique ainsi sur France Inter: « On parle beaucoup de présomption d'innocence. Mais quand un juge d'instruction met en examen une personne, ça s'appelle une présomption de culpabilité : le juge a un premier regard sur le dossier. Il regarde s'il y a des charges, et s'il y en a plusieurs, alors la personne est mise en examen. Cela signifie qu'il y a des éléments à charge incontestables ».

## Filmographie
Matthieu Aron a notamment collaboré aux téléfilms suivants :
- Fait divers : enquête sur la mécanique du pire de Bernard George, diffusé en 2007 par France 2
- Notable, donc coupable de Francis Girod, diffusé en 2007 par France 2
- Les Prédateurs de Lucas Belvaux, diffusé en 2007 par Canal+